# Lou Bonnevie
Marilou Yuson Bonnevie (3 de mayo de 1969, Ciudad Quezón), conocida como  Lou Bonnevie. Es una cantante y compositora filipina de estilo pop y rock. Es nieta de Don Pedro José de Bonnevie, un inmigrante francés de ascendencia  italiana por la vía materna y francesa por la vía parterna, quien contrajo matrimonio con una hacendada filipina originaria de Bicol. Comenzó su carrera en 1984 y ha publicado varios álbumes discográficos en su carrera artística. Su música también es utilizada en el anime AD Policía, además ella es prima hermana de la actriz Dina Bonnevie. 

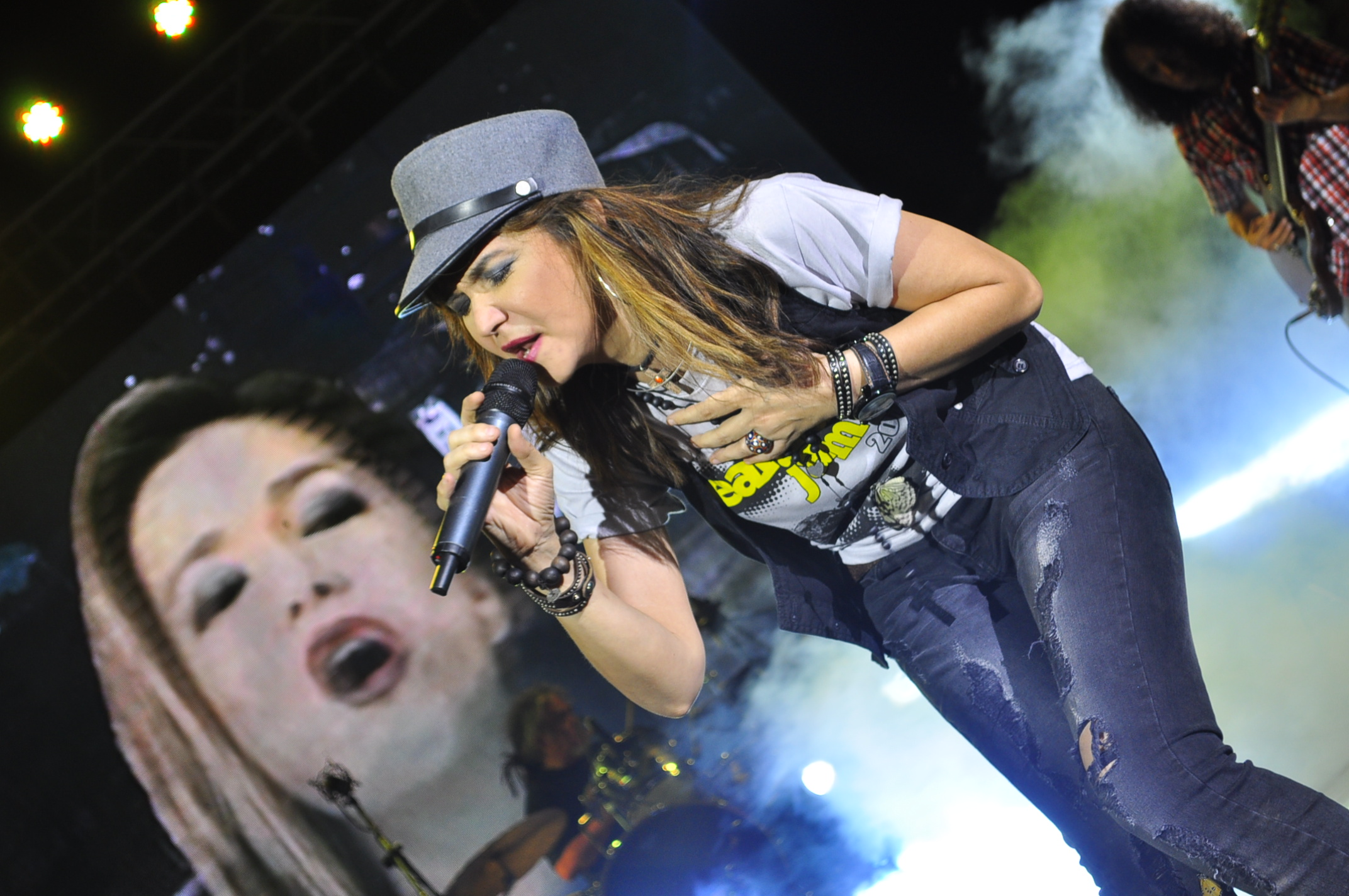
Lou Bonnevie

## Discografía
- 1984 - Lou Bonnevie
- 1987 - My World
- 1992 - Your Love
- 199? - Live On Campus
- 1994 - She Knows How to Rock
- 2000 - Tisay
- 2009 - Only Human